# Holbox
Holbox è un'isola caraibica situata in cima alla penisola della Yucatán, nello stato messicano del Quintana Roo. Si trova a circa 10 km dalla terraferma, da cui la separa una laguna poco profonda.

## Fauna marina e avifauna
Holbox è nell'area protetta Yum Balam, per cui vi sono pochissimi veicoli a motore, e praticamente circolano solo veicoli da golf.
Famosa per gli squali balena e, più in generale, per un'incredibile ricchezza di specie di pesci e uccelli, è raggiungibile in barca da Chiquila, con un tragitto di venti minuti circa, o in volo charter da Cancún e da Playa del Carmen.